# حكومة الظل لجيريمي كوربين
You are asking me to translate and combine two separate blocks of text related to the Corbyn Shadow Cabinet. I will provide the full, translated text in a single code block for easy copying.
|-
|جيني تشابمان (2016–2019)
|-
|ثانغام ديبونير (2020)
|}

#### الشؤون الداخلية
| وزارة الداخلية                    | وزارة الداخلية                | وزارة الداخلية           |
| --------------------------------- | ----------------------------- | ------------------------ |
|                                   | وزير الظل للداخلية            | آندي بورنهام (2015–2016) |
| ديان أبوت (2016–2020)             | وزير الظل للداخلية            |                          |
| وزير الظل للهجرة                  | كير ستارمر (2015–2016)        |                          |
| وزير الظل للهجرة                  | أفزال خان (2017–2020)         |                          |
| وزير الظل للهجرة                  | بيل ريبيرو-أدي (2020)         |                          |
| وزير الظل للحد من الجريمة         | لين براون (2015–2016)         |                          |
| وزير الظل للحد من الجريمة         | روبا حق (2016–2017)           |                          |
| وزير الظل للأمن                   | نيك توماس-سيموندس (2017–2020) |                          |
| وزير الظل للوقاية                 | سارة تشامبيون (2015–2016)     |                          |
| وزير الظل للوقاية                 | كارولين هاريس (2016–2020)     |                          |
| وزير الظل للشرطة                  | جاك درومي (2015–2016)         |                          |
| وزير الظل للشرطة                  | لين براون (2016–2017)         |                          |
| وزير الظل للشرطة                  | لويز هيغ (2017–2020)          |                          |
| وزير الظل لخدمات الإطفاء والطوارئ | كريس ويليامسون (2017–2018)    |                          |
| وزير الظل لخدمات الإطفاء والطوارئ | كارين لي (2018–2019)          |                          |

| مكتب المحامي العام            | مكتب المحامي العام        | مكتب المحامي العام              |
| ----------------------------- | ------------------------- | ------------------------------- |
|                               | وزير الظل للمحاماة العامة | كاثرين ماكينيل (2015–2016)      |
| كارل تيرنر (2016)             | وزير الظل للمحاماة العامة |                                 |
|                               | وزير الظل للمحاماة العامة | البارونة شاكرابارتي (2016–2020) |
|                               | وزير الظل للمحاماة العامة | كارل تيرنر (2015–2016)          |
| جو ستيفنز (2016)              | وزير الظل للمحاماة العامة |                                 |
| نيك توماس-سيموندس (2016–2020) | وزير الظل للمحاماة العامة |                                 |

| وزارة العدل                           | وزارة العدل              | وزارة العدل                |
| ------------------------------------- | ------------------------ | -------------------------- |
|                                       | وزير الظل للعدل          | اللورد فالكونر (2015–2016) |
|                                       | وزير الظل للعدل          | ريتشارد بورغون (2016–2020) |
|                                       | وزير الظل للسجون         | جيني تشابمان (2015–2016)   |
| عمران حسين (2017–2020)                | وزير الظل للسجون         |                            |
| وزير الظل للمحاكم والمساعدة القانونية | آندي سلوتر (2015–2016)   |                            |
| وزير الظل للمحاكم والمساعدة القانونية | ياسمين قريشي (2016–2020) |                            |
| وزير الظل للعدل                       | واين ديفيد (2015–2016)   |                            |
| كارل تيرنر (2015–2016)                |                          |                            |
| جو ستيفنز (2016)                      |                          |                            |
| كريستينا ريز (2016–2017)              |                          |                            |
| غلوريا دي بييرو (2017–2019)           |                          |                            |
| بامبوس شارالامبوس (2020)              |                          |                            |

#### الاقتصاد
| الخزانة                     | الخزانة                       | الخزانة                  | الخزانة |
| --------------------------- | ----------------------------- | ------------------------ | ------- |
|                             | وزير ظل الخزانة               | جون ماكدونيل (2015–2020) |         |
| وزير الظل الأول للخزانة     | سيما مالهوترا (2015–2016)     |                          |         |
| وزير الظل الأول للخزانة     | ريبيكا لونغ-بايلي (2016–2017) |                          |         |
| وزير الظل الأول للخزانة     | بيتر دود (2017–2020)          |                          |         |
| وزير الظل المالي للخزانة    | روب ماريس (2015–2026)         |                          |         |
| وزير الظل المالي للخزانة    | بيتر دود (2016–2017)          |                          |         |
| وزير الظل المالي للخزانة    | آناليس دودز (2017–2020)       |                          |         |
| وزير الظل الاقتصادي للخزانة | ريتشارد بورغون (2015–2016)    |                          |         |
| وزير الظل الاقتصادي للخزانة | جوناثان رينولدز (2016–2020)   |                          |         |
| وزير الظل لخزانة الخزانة    | لين براون (2018–2020)         |                          |         |
| وزير الظل للاقتصاد المستدام | كلايف لويس (2018–2020)        |                          |         |
| وزير الظل للخزانة           | ريبيكا لونغ-بايلي (2015–2016) |                          |         |

| وزارة الأعمال والطاقة والاستراتيجية الصناعية        | وزارة الأعمال والطاقة والاستراتيجية الصناعية     | وزارة الأعمال والطاقة والاستراتيجية الصناعية | وزارة الأعمال والطاقة والاستراتيجية الصناعية |
| --------------------------------------------------- | ------------------------------------------------ | -------------------------------------------- | -------------------------------------------- |
|                                                     | وزير الظل للأعمال والطاقة والاستراتيجية الصناعية | أنجيلا إيغل (2015–2016)                      |                                              |
| جون تريكيت (2016)                                   | وزير الظل للأعمال والطاقة والاستراتيجية الصناعية |                                              |                                              |
| كلايف لويس (2016–2017)                              | وزير الظل للأعمال والطاقة والاستراتيجية الصناعية |                                              |                                              |
| ريبيكا لونغ-بايلي (2017–2020)                       | وزير الظل للأعمال والطاقة والاستراتيجية الصناعية |                                              |                                              |
| وزير الظل لحقوق العمل وحمايتها                      | لورا بيدكوكي (2019)                              |                                              |                                              |
| وزير الظل لحقوق العمل وحمايتها                      | راشيل ماسكيل (2020)                              |                                              |                                              |
| وزير الظل للعمل                                     | جاك درومي (2016–2018)                            |                                              |                                              |
| وزير الظل للعمل                                     | لورا بيدكوكي (2018–2019)                         |                                              |                                              |
| وزير الظل للعمل                                     | جاستن مادرز (2018–2019)                          |                                              |                                              |
| وزير الظل للاقتصاد الرقمي                           | تشي أونورا (2015–2016)                           |                                              |                                              |
| وزير الظل للاقتصاد الرقمي                           | لويز هيغ (2016–2017)                             |                                              |                                              |
| وزير الظل للاقتصاد الرقمي                           | ليام بايرن (2017–2020)                           |                                              |                                              |
| وزير الظل للشركات الصغيرة                           | بيل إسترسون (2015–2020)                          |                                              |                                              |
| وزير الظل للأعمال والابتكار والمهارات               | إيفون فوفارغي (2015–2016)                        |                                              |                                              |
| وزير الظل للتجارة والاستثمار                        | ستيفن دوغتي (2015)                               |                                              |                                              |
| وزير الظل للتجارة والاستثمار                        | كيفن برينان (2015–2016)                          |                                              |                                              |
| وزير الظل للتعليم العالي والتعليم الإضافي والمهارات | غوردون مارسدن (2015–2019)                        |                                              |                                              |
| وزير الظل للاستراتيجية الصناعية                     | تشي أونورا (2016–2020)                           |                                              |                                              |
| وزير الظل للصلب وشؤون البريد وحماية المستهلك        | جيل فورنيس (2016–2020)                           |                                              |                                              |
| وزير الظل للعدالة المناخية والوظائف الخضراء         | دانييل رولي (2019)                               |                                              |                                              |

| الطاقة وتغير المناخ (2015–2016) | الطاقة وتغير المناخ (2015–2016) | الطاقة وتغير المناخ (2015–2016) |
| ------------------------------- | ------------------------------- | ------------------------------- |
|                                 | وزير الظل للطاقة وتغير المناخ   | ليزا ناندي (2015–2016)          |
| باري غاردينر (2016)             | وزير الظل للطاقة وتغير المناخ   |                                 |
| وزير الظل للطاقة                | باري غاردينر (2015–2016)        |                                 |
| وزير الظل للطاقة                | آلان وايتهيد (2016–2020)        |                                 |
| وزير الظل لتغير المناخ          | كلايف لويس (2015–2016)          |                                 |
| وزير الظل لتغير المناخ          | آلان وايتهيد (2015–2016)        |                                 |
| وزير الظل لتغير المناخ الدولي   | باري غاردينر (2016–2020)        |                                 |

## التشكيل
قام كوربين بتسمية أولى تعييناته في مجلس وزراء الظل في 13 سبتمبر وأعلن عن تشكيلته الكاملة في 14 سبتمبر. كان هذا أحد أكبر التعديلات الوزارية في حزب العمال، وقد تأخر الإعلان بسبب العدد الكبير من أعضاء مجلس وزراء الظل السابقين الذين أعلنوا علنًا أنهم لن يشاركوا تحت قيادة كوربين، حتى لو طلب منهم ذلك. الأعضاء التاليون رفضوا الخدمة:
- تم استبدال كريس ليزلي كـوزير ظل الخزانة بـجون ماكدونيل[1]
- تم استبدال إيفيت كوبر كـوزير الظل للداخلية بـآندي بورنهام[1]
- تم استبدال شوكا أومونا كـوزير الظل للأعمال والابتكار والمهارات بـأنجيلا إيغل؛ التي تم تعيينها أيضًا وزيرة الظل الأولى، لتنوب في أسئلة رئيس الوزراء، وهو دور شغله هيلاري بين في مجلس وزراء الظل السابق[1]
- تم استبدال راشيل ريفز كـوزير الظل للعمل والمعاشات بـأوين سميث،[1] على الرغم من أنها كانت في إجازة أمومة وقت إعلانها، وقد شغل المنصب ستيفن تيمز منذ فترة وجيزة بعد الانتخابات العامة، والذي رفض هو نفسه دورًا صغيرًا[2]
- تم استبدال تريسترام هانت كـوزير الظل للتعليم بـلوسي باول[1]
- تم استبدال إيما رينولدز كـوزير الظل للمجتمعات والحكم المحلي بـجون تريكيت، الذي تم تعيينه أيضًا في دور جديد كوزير الظل للاتفاقية الدستورية[1]
- تم استبدال كارولين فلينت كـوزير الظل للطاقة وتغير المناخ بـليزا ناندي[1]
- تم استبدال ماري كريج كـوزير الظل للتنمية الدولية بـديان أبوت[3]
- تم استبدال شابانا محمود كـوزير الظل الأول للخزانة بـسيما مالهوترا[1]
- استقالت ليز كيندال من منصب وزيرة الظل للرعاية وكبار السن (حاضرة في مجلس وزراء الظل)؛ لم يتم الإعلان عن تعيين وزير صغير على الفور.[1] تم تعيين باربرا كيلي في أكتوبر 2016.

التغييرات المتبقية كانت كما يلي:
- تم استبدال هارييت هارمان، التي أعلنت سابقًا أنها ستتخلى عن السياسة في الصف الأمامي بعد ما يقرب من 30 عامًا، كـنائبة للزعيم بـتوم واتسون، الذي حل أيضًا محل باول كـوزير الظل لمكتب مجلس الوزراء
- تم استبدال بورنهام كـوزير الظل للصحة بـهايدي ألكسندر
- تم استبدال فيرنون كواكر كـوزير الظل للدفاع بـماريا إيغل
- تم استبدال أنجيلا إيغل كـزعيم الظل لمجلس العموم بـكريس براينت
- تم استبدال مايكل دوغر كـوزير الظل للنقل بـليليان غرينوود
- تم استبدال إيفان لويس، الذي ذكر أنه كان على استعداد للخدمة، كـوزير الظل لأيرلندا الشمالية بكواكر[4]
- تم استبدال أوين سميث كـوزير الظل لويلز بـنيا غريفيث
- تم استبدال ماريا إيغل كـوزير الظل للبيئة والغذاء والشؤون الريفية بـكيري مكارثي
- تم استبدال براينت كـوزير الظل للثقافة والإعلام والرياضة بدوغر
- تم استبدال تريكيت كـوزير الظل بلا حقيبة بـجوناثان آشورت، ليس كعضو كامل، مثل تريكيت، ولكن لا يزال يحضر اجتماعات مجلس وزراء الظل
- تم استبدال غلوريا دي بييرو كـوزير الظل لشؤون المرأة والمساواة بـكايت غرين، ولكن تم تعيينها في دور جديد كوزيرة ظل للشباب وتسجيل الناخبين بعضوية كاملة في مجلس وزراء الظل
- تم تعيين لوسيانا بيرغر في دور جديد كوزيرة ظل للصحة العقلية بعضوية كاملة في مجلس وزراء الظل
- تم استبدال ويلي باخ كـوزير الظل للمحاماة العامة (حاضر في مجلس وزراء الظل) بـكاثرين ماكينيل
- تم استبدال روبرتا بلاكمان-وودز كـوزيرة الظل للإسكان والتخطيط بـجون هيلي، على الرغم من أن هيلي سيحضر مجلس وزراء الظل، على عكس بلاكمان-وودز

## التكوين
- في مجلس وزراء الظل الافتتاحي، كان 17 من أصل 31 عضوًا من النساء، مما يجعله أول فريق أمامي[الإنجليزية] في تاريخ البرلمان البريطاني يتكون من أغلبية نسائية. تعرض كوربين لانتقادات لإعطاء ما يُعتبر تقليديًا وظائف عليا (وزير الخزانة، وزير الداخلية، ووزير الخارجية) للرجال، على الرغم من أنه أصر على أن مناصب مثل وزير التعليم والصحة لا تقل أهمية.[5]
- جميع أعضاء مجلس وزراء الظل الأول لكوربين صوتوا سابقًا لصالح قانون الزواج (الأزواج من نفس الجنس) 2013.[6]

## تعديل وزاري في يناير 2016
في 6 يناير 2016، استبدل كوربين وزير الظل للثقافة مايكل دوغر بوزيرة الظل للدفاع ماريا إيغل (التي حلت محلها بدورها وزيرة الظل للتوظيف إميلي ثورنبيري). كما استبدل وزير الظل لأوروبا (غير الحاضر في مجلس وزراء الظل) بات ماكفادن بـبات غلاس. أثار التعديل استقالة ثلاثة وزراء ظل صغار تضامنًا مع ماكفادن: وزير الظل للسكك الحديدية جوناثان رينولدز، ووزير الظل للدفاع كيفان جونز ووزير الظل للخارجية ستيفن دوغتي.[بحاجة لمصدر] في 7 يناير، تم استبدال رينولدز بـآندي ماكدونالد، ودوغتي بـفابيان هاميلتون، وجونز بـكايت هوليرن وثورنبيري بـأنجيلا راينر؛ بالإضافة إلى تعيين جيني تشابمان في فريق التعليم وجو ستيفنز في فريق العدل.
في 11 يناير 2016، استقالت وزيرة الظل للمحاماة العامة كاثرين ماكينيل، مشيرة إلى الصراعات الداخلية في الحزب، وأسباب عائلية ورغبة في التحدث في البرلمان بعيدًا عن مسؤوليات الصف الأمامي. تم استبدالها بـكارل تيرنر.

## تعديل وزاري في يونيو 2016

### الاستقالات
في يومي الأحد 26 يونيو والاثنين 27 يونيو 2016، استقال أو أقيل عدد من أعضاء مجلس وزراء الظل. بدأت هذه العملية عندما أقال جيرمي كوربين هيلاري بين من منصب وزير الظل للخارجية في الساعات الأولى من صباح الأحد بعد أن أبلغه كوربين بأنه كان يعلم أن بين كان يخطط لانقلاب ضد القيادة خلال الفترة التي سبقت التصويت على مغادرة الاتحاد الأوروبي. بعد ذلك، استقال الأعضاء التاليون (حسب الترتيب الزمني):
- هايدي ألكسندر – وزيرة الظل للصحة[11][12][13]
- غلوريا دي بييرو – وزيرة الظل للشباب وتسجيل الناخبين[12][13]
- إيان موراي – وزير الظل الاسكتلندي[12][13]
- ليليان غرينوود – وزيرة الظل للنقل[12][13]
- لوسي باول – وزيرة الظل للتعليم[12][13]
- كيري مكارثي – وزيرة الظل للبيئة[12][13]
- سيما مالهوترا – وزيرة الظل الأولى للخزانة[12][13]
- فيرنون كواكر – وزير الظل لأيرلندا الشمالية[12][13]
- تشارلز فالكونر – وزير الظل للعدل[12][13]
- كارل تيرنر – وزير الظل للمحاماة العامة[12][13]
- كريس براينت – زعيم الظل لمجلس العموم[12][13]
- ديانا جونسون – وزيرة الظل للخارجية وشؤون الكومنولث[13]

في 27 يونيو:
- ليزا ناندي – وزيرة الظل للطاقة[12][13]
- أوين سميث – وزير الظل للعمل والمعاشات[12][13]
- أنجيلا إيغل – وزيرة الظل الأولى ووزيرة الظل للأعمال[12][13]
- جون هيلي – وزير الظل للإسكان والتخطيط[12][13]
- نيا غريفيث – وزيرة الظل لويلز[12][13]
- ماريا إيغل – وزيرة الظل للثقافة[12][13]
- كايت غرين – وزيرة الظل لشؤون المرأة والمساواة[12][13]
- لوسيانا بيرغر – وزيرة الظل للصحة العقلية[12][13]

في 29 يونيو:
- بات غلاس – وزيرة الظل الجديدة للتعليم[13]

أشاروا جميعًا إلى مخاوف بشأن التصويت على الاتحاد الأوروبي وقيادة كوربين.[بحاجة لمصدر]أعلن زعيم اللوردات أنجيلا سميث من باسيلدون وكبير مساعدي اللوردات ستيف باسام أنهما سيقاطعان اجتماعات مجلس وزراء الظل ما دام جيرمي كوربين زعيمًا. بقيا عضوين في مجلس وزراء الظل لأن هذه المناصب يتم انتخابها من قبل أعضاء حزب العمال في الغرفة العليا. عادوا لحضور مجلس وزراء الظل بعد أربعة أشهر.

### التعيينات الجديدة
بعد الاستقالات، عين كوربين العديد من النواب الجدد في مناصب مجلس وزراء الظل:
- إميلي ثورنبيري – وزيرة الظل للخارجية
- ديان أبوت – وزيرة الظل للصحة
- بات غلاس – وزيرة الظل للتعليم (استقالت في 29 يونيو 2016)
- آندي ماكدونالد – وزير الظل للنقل
- كلايف لويس – وزير الظل للدفاع
- ريبيكا لونغ-بايلي – وزيرة الظل الأولى للخزانة
- كايت أوسامور – وزيرة الظل للتنمية الدولية (استقالت في 1 ديسمبر 2018)
- راشيل ماسكيل – وزيرة الظل للبيئة
- كات سميث – وزيرة الظل لإشراك الناخبين وشؤون الشباب
- ديف أندرسون – وزير الظل لأيرلندا الشمالية
- ديف أندرسون – وزير الظل الاسكتلندي
- ريتشارد بورغون – وزير الظل للعدل
- ديبي أبراهامز – وزيرة الظل للعمل والمعاشات
- غراهام موريس – وزير الظل للمجتمعات
- باري غاردينر – وزير الظل للطاقة
- جون تريكيت – وزير الظل للورد رئيس المجلس
- جون تريكيت – وزير الظل للأعمال
- أنجيلا راينر – وزيرة الظل لشؤون المرأة والمساواة (تم تعيينها لاحقًا وزيرة الظل للتعليم)
- أنجيلا راينر – وزيرة الظل للتعليم
- بول فلين – وزير الظل لويلز[17]
- بول فلين – زعيم الظل لمجلس العموم
- كلفن هوبكنز – وزير الظل للثقافة
- إميلي ثورنبيري – وزيرة الظل للخروج من الاتحاد الأوروبي
- باري غاردينر – وزير الظل للتجارة الدولية

## تعديل وزاري في أكتوبر 2016
بعد فوزه في انتخابات قيادة حزب العمال 2016، بدأ جيرمي كوربين تعديلًا وزاريًا في مجلس وزرائه في 7 أكتوبر:
- زعيم المعارضة – جيرمي كوربين
- نائب الزعيم ووزير الظل للثقافة – توم واتسون
- وزير ظل الخزانة – جون ماكدونيل
- وزيرة الظل للخارجية – إميلي ثورنبيري
- وزيرة الظل للداخلية – ديان أبوت
- وزيرة الظل للتعليم – أنجيلا راينر
- وزيرة الظل للعمل والمعاشات – ديبي أبراهامز
- وزير الظل للصحة – جوناثان آشورت
- وزيرة الظل للدفاع – نيا غريفيث
- وزيرة الظل الأولى للخزانة – ريبيكا لونغ-بايلي
- وزير الظل للخروج من الاتحاد الأوروبي – كير ستارمر
- وزير الظل للأعمال – كلايف لويس
- وزير الظل للتجارة الدولية – باري غاردينر
- وزير الظل للنقل – آندي ماكدونالد
- وزيرة الظل للمجتمعات – تيريزا بيرس
- وزيرة الظل للبيئة – راشيل ماسكيل
- وزير الظل للعدل واللورد المستشار – ريتشارد بورغون
- وزير الظل للورد رئيس المجلس – جون تريكيت
- وزيرة الظل للمحاماة العامة – شامي شاكرابارتي
- وزير الظل لاسكتلندا وأيرلندا الشمالية – ديف أندرسون
- وزيرة الظل لويلز – جو ستيفنز
- وزير الظل للإسكان – جون هيلي
- وزيرة الظل لشؤون المرأة والمساواة – سارة تشامبيون
- وزيرة الظل للمجتمعات السوداء والأقليات العرقية – دون بتلر
- وزيرة الظل لإشراك الناخبين وشؤون الشباب – كات سميث
- وزير الظل لمكتب مجلس الوزراء – إيان لافيري
- وزيرة الظل للصحة العقلية والرعاية الاجتماعية – باربرا كيلي
- وزير الظل بلا حقيبة – أندرو غوين
- زعيمة الظل لمجلس العموم – فاليري فاز

### ملخص التغييرات
أوين سميث، الذي خسر أمام كوربين في انتخابات القيادة السابقة، رفض الاستمرار في مجلس وزراء الظل، إذا عرض عليه ذلك. عاد أنجيلا سميث وستيف باسام رسميًا إلى مجلس وزراء الظل كـزعيمة الظل لمجلس اللوردات وكبير مساعدي الظل لـمجلس اللوردات بعد مقاطعة عقب التعديل الوزاري في يونيو.
- تم نقل توم واتسون، نائب زعيم المعارضة، من وزير الظل لمكتب مجلس الوزراء وتم استبداله بـإيان لافيري.
- استقال آندي بورنهام من منصب وزير الظل للداخلية للتركيز على محاولته لعام 2017 لـعمدة مانشستر الكبرى وتم استبداله بـديان أبوت. جعل هذا أول فريق أمامي لحزب العمال حيث تشغل امرأتان اثنتان من المكاتب الحكومية الكبرى.
- تم نقل كلايف لويس من وزير الظل للدفاع وتم استبداله بـنيا غريفيث.
- تم إعطاء لويس منصب وزير الظل للأعمال والطاقة والاستراتيجية الصناعية الذي تم دمجه حديثًا ليعكس التغييرات الإدارية في وايت هول. بقي جون تريكيت، الذي كان وزير الظل للأعمال والابتكار والمهارات، وزير الظل للورد رئيس المجلس ومدير الحملات والانتخابات. بقي باري غاردينر، الذي كان وزير الظل للطاقة وتغير المناخ، وزير الظل للتجارة الدولية.
- بقيت إميلي ثورنبيري وزيرة الظل للخارجية، لكن تم استبدالها كـوزيرة الظل للخروج من الاتحاد الأوروبي بـكير ستارمر.
- تم استبدال أبوت كـوزيرة الظل للصحة بـجون آشورت.
- ذهب غراهام موريس في إجازة وتم استبداله كـوزير الظل للمجتمعات والحكم المحلي ووزير الظل للاتفاقية الدستورية بـتيريزا بيرس.
- تم استبدال كلفن هوبكنز كـوزير الظل للثقافة والإعلام والرياضة بواتسون.
- عاد جون هيلي، الذي كان قد استقال من منصب وزير الظل للإسكان في التعديل الوزاري السابق في يونيو، وتم ترقيته إلى وزير الظل للإسكان.
- تقاعد بول فلين من مجلس وزراء الظل وتم استبداله كـزعيم الظل لمجلس العموم بـفاليري فاز، وكـوزير الظل لويلز بـجو ستيفنز.
- تم رفع شامي شاكرابارتي إلى رتبة النبلاء وتعيينها كـوزيرة الظل للمحاماة العامة، الذي كان شاغرًا منذ استقالة كارل تيرنر في يونيو.
- تم استبدال روزي وينترتون كـكبيرة مساعدي الظل لـمجلس العموم بـنيك براون.
- تم تعيين باربرا كيلي وزيرة ظل للصحة العقلية، الذي كان شاغرًا منذ استقالة لوسيانا بيرغر في يونيو.
- تم تعيين دون بتلر في منصب جديد كـوزيرة الظل للمجتمعات السوداء والأقليات العرقية.
- تم استبدال آشورت كـوزير الظل بلا حقيبة بـأندرو غوين.

## تعديل وزاري في فبراير 2017

### الاستقالات
في يوم الخميس 19 يناير، أفادت التقارير أن جيرمي كوربين يستعد لإصدار أمر لنواب حزب العمال بالتصويت لدعم تفعيل المادة 50 في التصويت على قانون الاتحاد الأوروبي (إخطار بالانسحاب) 2017، بما يتماشى مع أمر التصويت الثلاثي. أدى هذا إلى الاستقالات التالية من الصف الأمامي (حسب الترتيب الزمني):
في يوم الخميس 26 يناير:
- توليب صديق – وزيرة الظل للسنوات المبكرة (ليست في مجلس وزراء الظل)[20]

في يوم الجمعة 27 يناير:
- جو ستيفنز – وزيرة الظل لويلز[21]

في يوم الأربعاء 1 فبراير:
- دون بتلر – وزيرة الظل للمجتمعات المتنوعة[22]
- راشيل ماسكيل – وزيرة الظل للبيئة والغذاء والشؤون الريفية[22]

في يوم الأربعاء 8 فبراير:
- كلايف لويس – وزير الظل للأعمال والطاقة والاستراتيجية الصناعية[23]

### البدلاء
- تم استبدال كلايف لويس بـريبيكا لونغ-بايلي كوزيرة ظل للأعمال
  - تم استبدال ريبيكا لونغ-بايلي بـبيتر دود كوزير ظل أول للخزانة
- تم استبدال راشيل ماسكيل بـسو هيمان كوزيرة ظل للبيئة
- تم استبدال جو ستيفنز بـكريستينا ريز كوزيرة ظل لويلز

## تعديلات يونيو 2017
بعد الانتخابات العامة لعام 2017، بدأ كوربين تعديلًا وزاريًا في مجلس وزراء الظل:
في 14 يونيو 2017:
- تم تعيين إميلي ثورنبيري وزيرة ظل أولى؛
- تم تعيين أوين سميث وزير الظل لأيرلندا الشمالية؛
- تم تعيين أندرو غوين وزير الظل للمجتمعات والحكم المحلي؛
- تم تعيين دون بتلر وزيرة الظل للمجتمعات المتنوعة؛
- تم تعيين ليزلي لايرد وزيرة الظل لاسكتلندا.

في وقت لاحق من ذلك الشهر، أقال كوربين ثلاثة وزراء ظل (روث كادبوري، كاثرين ويست وآندي سلوتر) واستقال رابع (دانيال زيشنر). جاء ذلك بعد أن تمردوا على أوامر الحزب بالامتناع عن التصويت على اقتراح قدمه النائب العمالي آنذاك شوكا أومونا وكان يهدف إلى إبقاء المملكة المتحدة في السوق الموحدة للاتحاد الأوروبي.

## أغسطس 2017
تم تعيين دون بتلر وزيرة الظل لشؤون المرأة والمساواة، لتحل محل سارة تشامبيون.

## أكتوبر 2017
تم انتخاب ريتشارد كوربيت زعيمًا لـحزب العمال في البرلمان الأوروبي، ليحل محل غلينيس ويلموت ويحضر اجتماعات مجلس وزراء الظل.

## يناير 2018
تم انتخاب تومي ماكافوي كبير مساعدي المعارضة في مجلس اللوردات، ليحل محل ستيف باسام.

## مارس 2018
تمت إقالة ديبي أبراهامز، وزيرة الظل للعمل والمعاشات. تم استبدالها بـمارغريت غرينوود. تمت إقالة أوين سميث، وزير الظل لأيرلندا الشمالية. تم استبداله بـتوني لويد.

## ديسمبر 2018
استقالت كايت أوسامور، وزيرة الظل للتنمية الدولية. تم استبدالها بـدان كاردين.

## يناير 2020

### تعديل وزاري ما بعد انتخابات 2020
في الانتخابات العامة لعام 2019، خسر عدد من وزراء الظل مقاعدهم؛ معظمهم أمام محافظي بوريس جونسون. تم إجراء التعيينات البديلة التالية.
- تم استبدال سو هيمان كـوزيرة الظل للبيئة والغذاء والشؤون الريفية بـلوك بولارد.
- تم استبدال لورا بيدكوكي كـوزيرة الظل لحقوق العمل بـراشيل ماسكيل.
- تم استبدال ليزلي لايرد كـوزيرة الظل لاسكتلندا بـتوني لويد.
- تم استبدال ليز ماكينيس كوزيرة ظل للخارجية لجنوب آسيا وأفريقيا جنوب الصحراء والكومنولث بـأفزال خان.
- تم استبدال جيني تشابمان كوزيرة ظل لبريكست بـثانغام ديبونير.
- تم استبدال جو بلات كوزيرة دولة للظل لمكتب مجلس الوزراء بـكات سميث.

بما أن توم واتسون تنحى في الانتخابات، فقد تم استبداله كـوزير الظل للرقمية والثقافة والإعلام والرياضة بـتريسي برابين.
تم تعيين النائبة الوافدة الجديدة بيل ريبيرو-أدي على الفور وزيرة ظل للهجرة.

### المناصب التي لا يوجد لها خلفاء
- لم يتم استبدال كارين لي كوزيرة ظل لخدمات الإطفاء والإنقاذ.
- لم يتم استبدال ديفيد درو كوزير ظل للزراعة والمجتمعات الريفية.
- لم يتم استبدال ساندي مارتن كوزير ظل للنفايات وإعادة التدوير.
- لم يتم استبدال دانييل رولي كوزيرة ظل للعدالة المناخية والوظائف الخضراء.
- لم يتم استبدال باولا شيريف كوزيرة ظل للرعاية الاجتماعية والصحة العقلية.
- لم يتم استبدال بول سويني كوزير ظل لاسكتلندا.